# Псалом 1
Псалом 1 — перший псалом Книги псалмів. Латинською мовою псалом відомий своїм інципітом «Beatus vir». 
Псалом 1 є регулярною частиною як Християнських літургій та єврейських служб. Багато світових митців створювали перекладення, зокрама Тарас Шевченко у своїх Давидових псалмах, українська поетеса Ліна Костенко та ін.

## Нумерація псалмів
Книга Псалмів розділена на п'ять частин. Псалом 1 розпочинає першу частину, до якої входять псалми з першого по сорок перший. У деяких перекладах цей псалом рахується початком першої частини, у деяких — прологом, а ще в інших він об'єднаний з псалмом 2.

## Текст
| Вірш | Українська мова (Переклад Хоменка) | Церковнославянський (Симеон Полоцький) | Давньогрецька мова (Септуаґінта) | Латинська мова (Вульгата) | Гебрейська мова                                                                      |
| ---- | --- | --- | --- | --- | ------------------------------------------------------------------------------------ |
| 1    | Блажен чоловік, що за порадою безбожників не ходить, і на путь грішників не ступає, і на засіданні блюзнірів не сідає,[Зноски 1]                            | Блажен муж, иже во злых совет не вхождаше, ‎ниже на пути грешных человек стояше. Ниже на седалищех восхоте седети, ‎тех иже не желают блага разумети.    | Μακάριος ἀνήρ, ὃς οὐκ ἐπορεύθη ἐν βουλῇ ἀσεβῶν καὶ ἐν ὁδῷ ἁμαρτωλῶν οὐκ ἔστη καὶ ἐπὶ καθέδραν λοιμῶν οὐκ ἐκάθισεν,                                                                          | Beatus vir qui non abiit in consilio impiorum et in via peccatorum non stetit et in cathedra pestilentiae non sedit                                                          | א אַשְׁרֵי הָאִישׁ-- אֲשֶׁר לֹא הָלַךְ, בַּעֲצַת רְשָׁעִים;וּבְדֶרֶךְ חַטָּאִים, לֹא עָמָד, וּבְמוֹשַׁב לֵצִים, לֹא יָשָׁב        |
| 2    | але в Господа законі замилування має і над його законом день і ніч розважає.[Зноски 2]                                                                      | Но в законе Господни волю полагает, ‎тому днем и нощею себе поучает.                                                                                    | ἀλλ᾽ ἢ ἐν τῷ νόμῳ κυρίου τὸ θέλημα αὐτοῦ, καὶ ἐν τῷ νόμῳ αὐτοῦ μελετήσει ἡμέρας καὶ νυκτός.                                                                                                 | Sed in lege Domini voluntas eius et in lege eius meditabitur die ac nocte | ב כִּי אִם בְּתוֹרַת יְהוָה, חֶפְצוֹ; וּבְתוֹרָתוֹ יֶהְגֶּה, יוֹמָם וָלָיְלָה                                   |
| 3    | Він — мов те дерево, посаджене понад потоками водними, що плід свій дає у свою пору й що лист його не в'яне, і все, що чинить він, йому вдається.[Зноски 3] | Будет бо, яко древо при водах сожденно, ‎еже даст во время си плод свой неизменно. Лист его не отпадет, и все еже деет, ‎то желанию сердца онаго успеет. | καὶ ἔσται ὡς τὸ ξύλον τὸ πεφυτευμένον παρὰ τὰς διεξόδους τῶν ὑδάτων, ὃ τὸν καρπὸν αὐτοῦ δώσει ἐν καιρῷ αὐτοῦ καὶ τὸ φύλλον αὐτοῦ οὐκ ἀπορρυήσεται· καὶ πάντα, ὅσα ἂν ποιῇ, κατευοδωθήσεται. | Et erit tamquam lignum quod plantatum est secus decursus aquarum quod fructum suum dabit in tempore suo et folium eius non defluet et omnia quaecumque faciet prosperabuntur | ג וְהָיָה-- כְּעֵץ, שָׁתוּל עַל-פַּלְגֵי-מָיִם:אֲשֶׁר פִּרְיוֹ, יִתֵּן בְּעִתּוֹ--וְעָלֵהוּ לֹא-יִבּוֹל; וְכֹל אֲשֶׁר-יַעֲשֶׂה יַצְלִיחַ |
| 4    | Не так безбожники. Вони — немов полова, що вітер розвіває. Йов.21:18 Іс.29:5                                                                                | Не тако нечестивый, ибо исчезает, ‎яко прах, его же ветр с земли развевает.                                                                             | οὐχ οὕτως οἱ ἀσεβεῖς, οὐχ οὕτως, ἀλλ᾽ ἢ ὡς ὁ χνοῦς, ὃν ἐκριπτεῖ ὁ ἄνεμος ἀπὸ προσώπου τῆς γῆς.                                                                                              | Non sic impii non sic; sed tamquam pulvis quem proicit ventus a facie terrae.                                                                                                | ד לֹא-כֵן הָרְשָׁעִים: כִּי אִם-כַּמֹּץ, אֲשֶׁר-תִּדְּפֶנּוּ רוּחַ                                             |
| 5    | Тому безбожники на суді не остояться, ні грішники на праведників зборах. Мт.25:32                                                                           | Тем же нечестивии не имут востати, ‎на суд ниже с грешницы совет правых стати.                                                                          | διὰ τοῦτο οὐκ ἀναστήσονται ἀσεβεῖς ἐν κρίσει οὐδὲ ἁμαρτωλοὶ ἐν βουλῇ δικαίων· | Ideo non resurgent impii in iudicio neque peccatores in consilio iustorum | ה עַל-כֵּן, לֹא-יָקֻמוּ רְשָׁעִים--בַּמִּשְׁפָּט; וְחַטָּאִים, בַּעֲדַת צַדִּיקִים                                   |
| 6    | Бо про путь праведників Господь дбає, а путь безбожників пропаде. Наум 1:7 Ів.10:14 2Тим.2:19                                                               | Весть бо Господь путь правых тыя защищает, ‎путь паки нечестивых в конец погубляет.                                                                     | ὅτι γινώσκει κύριος ὁδὸν δικαίων, καὶ ὁδὸς ἀσεβῶν ἀπολεῖται. | Quoniam novit Dominus viam iustorum et iter impiorum peribit | ו כִּי-יוֹדֵעַ יְהוָה, דֶּרֶךְ צַדִּיקִים; וְדֶרֶךְ רְשָׁעִים תֹּאבֵד                                          |

## Адаптаціїпсалмів Царя Давида устами поетів
Давидові псалми (Шевченко). Псалом 1
Блаженний муж на лукаву

Не вступає раду,

І не стане на путь злого,

І з лютим не сяде;

А в законі Господнёму

Серце ёго й воля

Навчається; і стане він —

Як на добрім полі

Над водою посажене

Древо зеленіє,

Плодом вкрите: так і муж той

В добрі своїм спіє.

А лукавих, нечестивих

І слід пропадає;

Як той попіл, над землею,

Вітер розмахає.

І не встануть з праведними

Злиї з домовини;

Діла добрих обновляться,

Діла злих загинуть.
Ліна Костенко. "Псалом 1"
Блажен той муж, воістину блажен,

котрий не був ні блазнем, ні вужем.

Котрий вовік ні в празники, ні в будні

не піде на збіговиська облудні.

І не схибнеться на дорогу зради,

і у лукавих не спита поради.

І не зміняє совість на харчі,—

душа його у Бога на плечі.

І хоч про нього скажуть: навіжений,

то не біда,— він все одно блаженний.

І між людей не буде одиноким,

стоятиме, як древо над потоком.

Крилаті з нього вродяться плоди.

і з тих плодів посіються сади.

І вже йому ні слава, ні хула

не зможе вік надборкати крила.

А хто від правди ступить на півметра,—-

душа у нього сіра й напівмертва.

Не буде в ній ні сили, ні мети,

лиш без'язикі корчі німоти.

І хто всіляким ідолам і владам

ладен кадити херувимський ладан.

той хоч умре з набитим гаманцем,—

душа у нього буде горобцем.

Куди б не йшов він, на землі і далі,

дощі розмиють слід його сандалій.

Бо так воно у Господа ведеться —

дорога ницих в землю западеться!
Михайло Ломоносов із серії Псалми Царя Давида в устах поетів
Переложение Псалма 1

Блажен, кто к злым в совет не ходит,

Не хочет грешным вслед ступать,

И с тем, кто в пагубу приводит,

В едином месте заседать.

Но мысль и волю покоряет

Закону Божию во всем,

И точно оный наблюдает

Во всем течении своем.

Как древо он распространится

Что близ текущих вод растет,

Плодом своим обогатится,

И лист его не отпадет.

Он узрит следствия успешны

В незлобивых своих делах;

Но пагубой смятутся грешны,

Как вихрем восхищенный прах.

И так злодеи не восстанут

Пред Вышнего Творца на суд;

И праведные не воспомянут

В своем соборе их отнюдь.

Господь на праведных взирает

И их в пути своем хранит,

От грешных взор Свой отвращает

И злобный путь их погубит.

## Дивись також
Заповіді блаженства — частина Нагірної проповіді 

Сад Божественних Пісень, що Проросли із зерен Святого Письма — збірка Григорія Сковороди, зокрема "Пісня 1-ша в сію силу: Блаженны непорочн[ы], в путь ходящ[іи] в законЂ г[осподнем]"

## Notes
Зноски 1 (Пс. 25:4) Не сидів я з людьми неправдивими, і не буду ходити з лукавими.

(Єр. 15:17) І посилав Господь до вас усіх Своїх рабів пророків, рано та пізно, та не слухали ви, і не нахилили свого уха, щоб послухати.

(Пр. 10:30) Повік праведний не захитається, а безбожники не поживуть на землі.
Зноски 2 (Нав. 1:8) Нехай книга цього Закону не відійде від твоїх уст, але будеш роздумувати про неї вдень та вночі, щоб додержувати чинити все, що написано в ній, бо тоді зробиш щасливими дороги свої, і тоді буде щастити тобі.
Зноски 3 (Пс. 91:13) Зацвіте справедливий, як пальма, і виженеться, немов кедр на Ливані.

(Єр. 17:8) І він буде, як дерево те, над водою посаджене, що над потоком пускає коріння своє, і не боїться, як прийде спекота, і його листя зелене, і в році посухи не буде журитись, і не перестане приносити плоду!